# William Thomas Stead
William Thomas Stead (5. juli 1849 – 15. april 1912) var en engelsk  journalist, forfatter, esperantist, og pioner inden for undersøgende journalistik; Han var  redaktør på den engelske aftenavis Pall Mall Gazette.  Han var født i Darlington og var søn af en præst.
Stead var en af de mest kontroversielle journalister i britisk journalistik  og blev kendt for at bruge usædvanlige metoder  . Stead var også pacifist, og aktiv i fredsarbejdet. 
Stead udstillede hvordan den massemedierne kan bruges til at påvirke den offentlige mening og regeringens politik.
Stead var på vej til en fredskongres i USA  da han omkom i forliset af  RMS Titanic, den 15. april 1912.